# 조동호 (공학자)
조동호(趙東浩, 1956년 4월 3일 ~ )는 한국과학기술원(KAIST) 교수에 재직 중인 대한민국의 공학자이다. 본관은 임천이다.

## 생애
40년간 통신 분야에서 해외 학술지에 190건, 국내 학술지에 72건의 논문을 발표했다. 연구성과를 바탕으로 낸 국제특허는 102건, 국내특허는 416건에 이른다. 한국과학기술원(KAIST) 전기 및 전자공학부 교수로 재직 중  2019년 3월 문재인 정부에서 과학기술정보통신부 장관으로 내정되었다.

## 학력
- 1975 ~ 1979 서울대학교 전자공학 학사
- 1979 ~ 1981 한국과학기술원(KAIST) 대학원 통신공학 석사
- 1981 ~ 1985 한국과학기술원(KAIST) 대학원 통신공학 박사

## 경력
- 1985.03 ~ 1987.02 한국과학기술연구원 통신공학연구실 선임연구원
- 1987.03 ~ 1998.01 경희대학교 전자계산공학과 조교수, 부교수, 교수
- 1989.09 ~ 1995.07 경희대학교 전자계산소 소장
- 1998.02 ~ 한국과학기술원 전기및전자공학부 교수
- 2001.08 ~ 2003.07 한국과학기술원 정보통신공학 학제전공 책임교수
- 2003.09 ~ 2006.08 정보통신부 IT신성장동력 차세대 이동통신 PM
- 2007.01 ~ 2011.08 한국과학기술원 IT융합연구소 소장
- 2008.09 ~ 2013.08 한국과학기술원 전기및전자공학전공 KT석좌교수
- 2009.05 ~ 2011.09 한국과학기술원 온라인전기자동차사업단 단장
- 2010.10 ~ 2015.10 한국과학기술원 조천식녹색교통대학원 원장
- 2011.07 ~ 2013.03 한국과학기술원 한국정보통신대학교(ICC) 부총장
- 2011.10 ~  한국과학기술원 무선전력전송 연구센터 센터장
- 2014.01 ~ 2014.12 한국통신학회 회장